# San Agustín (Grande Canarie)

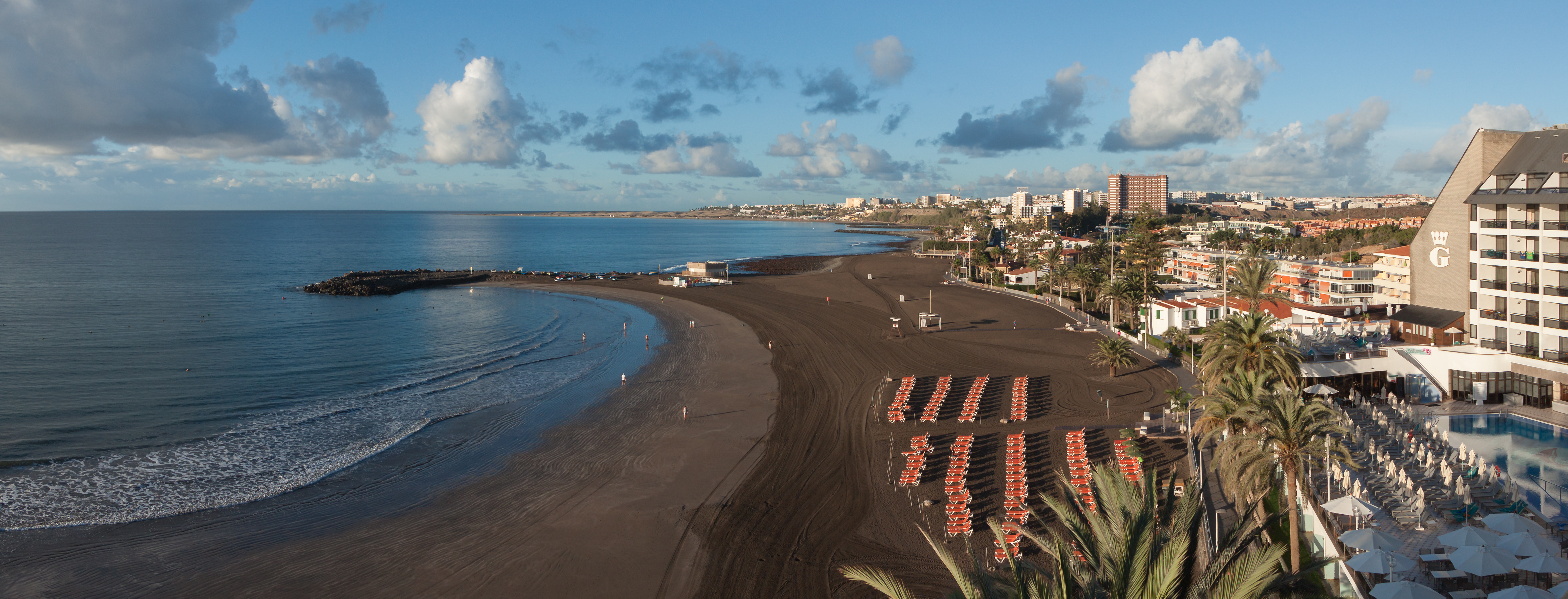
Vue sur la ville et la plage, novembre 2016.

San Agustín est un quartier de bord de mer, situé dans la municipalité de San Bartolomé de Tirajana à proximité de Maspalomas, sur l'île de Grande Canarie en Espagne. Elle accueille de nombreux hôtels.
En janvier 2008, la population permanente de San Agustín était de 1 992 habitants.